# تاریخچه باشگاه فوتبال یوونتوس
تاریخچه باشگاه فوتبال یوونتوس بیش از ۱۲۰ سال فوتبال انجمنی از باشگاه مستقر در تورین ایتالیا را پوشش می‌دهد که در سال ۱۸۹۷ تأسیس شد که در نهایت موفق‌ترین تیم در تاریخ فوتبال ایتالیا و در میان باشگاه‌های فوتبال نخبه جهان شد. Iuventūs واژه لاتین «جوانان» است. طبق فدراسیون بین‌المللی تاریخ و آمار فوتبال، یک سازمان بین‌المللی که توسط فیفا به رسمیت شناخته شده‌است، یوونتوس بهترین باشگاه ایتالیا در قرن بیستم و دومین باشگاه موفق اروپایی در همان دوره بود.

## تاریخچه باشگاه یوونتوس

### تأسیس باشگاه (۱۸۹۷/۱۸۹۸)

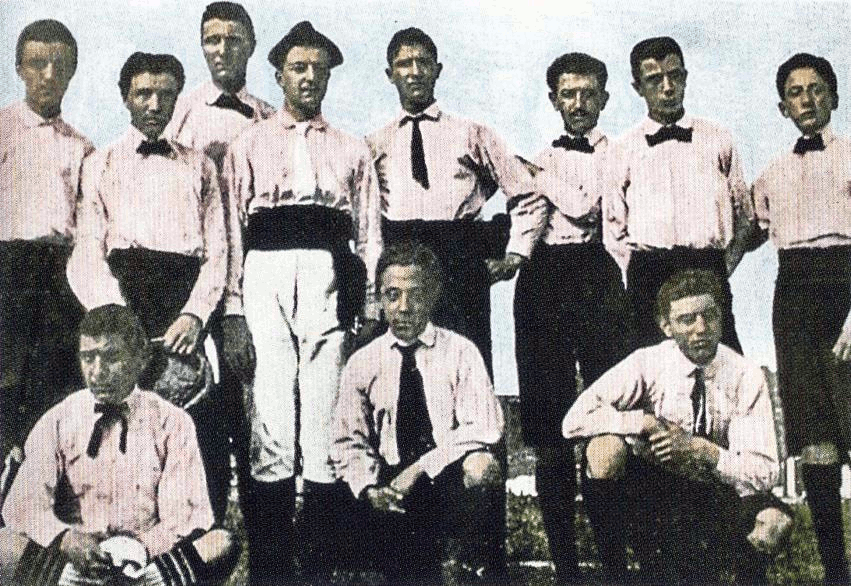
تیم یوونتوس در سال ۱۸۹۸

تأسیس باشگاه یوونتوس در اولین روز ماه نوامبر بر روی نیمکتی در خیابان ره اومبرتو توسط گروهی جوان که در دبیرستان ماسیمو لسیوم تحصیل می‌کردند که رؤیای تأسیس یک تیم فوتبال داشتند آغاز شد و به این ترتیب یوونتوس در تاریخ ۱ نوامبر ۱۸۹۷ در تورین متولد شد. باشگاهی که در آینده بخش مهمی از تاریخ فوتبال را رقم می‌زند.
اولین دیدار این تیم تازه تأسیس با حضور جوانان و دوستداران در تئاتر ساختمان دارما برگزار شد. انریکو کنفاری در نخستین سخنان خود از خواسته‌های بزرگ باشگاه صحبت می‌کند، وی تأکید دارد با شروع فصل پاییز خواسته و آرزویی که از مدت‌ها پیش داشته‌اند به وقوع پیوست.
سرانجام برادران کنفاری در دفتر کوچک خود در خیابان ده اومبرتو ۴۲ تشکیل جلسه می‌دهند، جلسه‌ای که با حضور مسئولان ابتدایی و بازیکنان و جوانان عاشق فوتبال برگزار می‌شود و آخرین اندیشه این جوانان که رؤیای داشتن مقر و محلی برای باشگاه‌است مطرح می‌شود، برادران کنفاری می‌دانند که برای داشتن یک تیم بزرگ می‌بایست محلی مناسب تهیه نمایند، این دو جوان خیلی زود ساختمانی با چهار اتاق و یک حیاط پیدا می‌کنند که می‌توانست محلی مناسب برای یک تیم جوان و تازه تأسیس باشد.
با تشکیل یک تیم جوان و مشخص شدن محل استقرار تیم، وظیفه‌ای دیگری نیز بر شانه‌های تأسیس کنندگان سنگینی می‌کرد، این باشگاه می‌بایست نامی برای خود داشته باشد، بار دیگر براداران کنفاری جلسه‌ای تشکیل دادند و با توجه به جوانی باشگاه و جوانانی که با عشق فراوان در این تیم بازی می‌کردند، گروه تصمیم گرفت نام باشگاه ورزشی یوونتوس را انتخاب نماید و به این ترتیب و با تأیید گروه، باشگاه ورزشی یوونتوس نام‌گذاری شد. گفتنی است که کلمه یوونتوس ریشه‌ای لاتین دارد و به معنای جوان یا جوانان است. اوگنیو کنفاری نخستین مدیر یوونتوس خیلی زود پست ریاست را رها کرد و برادراش انریکو از سال ۱۸۹۸ به ریاست باشگاه رسید.

### ورود خانواده آنیلی (۱۹۰۶/۱۹۲۶)
یوونتوس نزدیک به دو دهه زیر سایه تیم‌های میلانی قرار داشت و نتوانست قهرمانی نخست خود را تکرار کند. طی این سال‌ها مدیران و بازیکنان به این نتیجه رسیدن که برای نگهداری وقایع باشگاه، مجله‌ای نیاز است، بنابراین در ۱۰ ژوئن ۱۹۱۵ مجله هورا یوونتوس که امروزه ماهنامه معروف این باشگاه به حساب می‌آید متولد شد. کارادو کورادینی که در فصل ۱۹۲۰–۱۹۱۹ رئیس باشگاه بود سرود یوونتوس را تصنیف کرده‌است. روال ناکامی‌ها ادامه داشت تا سال ۱۹۲۳ که خانواده مطرح آنیلی وارد عرصه حیات باشگاه شدند. در ۲۴ ژوئیه سال ۱۹۲۳ ریاست باشگاه را ادواردو آنیلی (پدر جووانی و اومبرتو آنیلی) به عهده گرفت. او پسر مالک و بنیان‌گذار کمپانی فیات بود. همراه با مدیریت قدرتمند این مرد بزرگ افتخارات و پیروزی‌های بانوی پیر نیز آغاز شد. بیانکونری‌ها با او در سال ۱۹۲۶ دومین اسکودتوی خود را نیز فتح کردند تا ادواردو نخستین قهرمانی مدیریت خود را تجربه کند. این قهرمانی با مربیگری جینو کارولی به دست آمد و بازیکنانی نظیر جانپیرو کامبی، ویرجینیو روستا ،کارلو بیجاتو، فرنک هیرزر ،لویجی آلماندی، جوزف ویولا و جوزپه توریانی در این تیم قهرمان حضور داشتند.

### دوران مربیگری کارلو کارکانو (۱۹۳۰/۱۹۳۵)

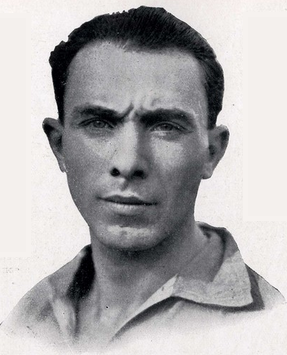
کارلو کارکانو

طی سال‌های ۱۹۳۵–۱۹۳۰ یوونتوس دوباره به عنوان یکی از قدرت‌های فوتبال ایتالیا خود را معرفی می‌کند. ادواردو آنیلی که تا سال ۱۹۳۵ مدیریت باشگاه یوونتوس را به عهده داشت در کنار جووانی ماتزونیس نایب رئیس باشگاه توانست در دهه ۳۰ یوونتوس را تبدیل به قدرت بلامنازع ایتالیا نماید. یوونتوس طی سال‌های ۳۱ الی ۳۵ توانستند پنج اسکودتوی دیگر را برای باشگاه به ارمغان بیاورند و با کسب پنج عنوان قهرمانی متوالی رکورد جاودانه‌ای را به نام خود به ثبت برسانند (رکوردی که در ده دوم قرن ۲۱ توسط خود یوونتوس شکسته می‌شود). بازیکنان بزرگ آن زمان یوونتوس نمایشی را ارائه کردند که هرگز فراموش شدنی نیست، فلیچ بورل مهاجم بیانکونری‌ها در فصل ۱۹۳۲ باورنکردنی ظاهر شد وی در ۲۸ بازی ۲۹ گل به ثمر رساند و رکوردی فوق‌العاده به نام خود ثبت کرد. در این دوران آنیلی در کنار همکارانش تصمیم گرفت ورزشگاهی اختصاصی برای یووه تهیه نماید و سرانجام در فوریه ۱۹۳۴ یووه در ورزشگاه جدیدش به نام کوموناله (المپیک فعلی) به میدان رفت، ورزشگاهی که بعدها خاطرات بسیار دیدنی و زیبایی از اسطوره‌هایی مانند بونیپرتی، روبرتو بتجا و میشل پلاتینی در خود زنده نگاه داشته‌است. در مسابقات جام جهانی ۱۹۳۴ و ۱۹۳۸ بازیکنان یوونتوس اسکلت اصلی تیم ملی ایتالیا را تشکیل می‌دادند، اتفاقی که در جام جهانی ۱۹۸۲ نیز تکرار شد. در زمان مربیگری کارلو کارکانو یوونتوس هفت بازیکن ملی پوش به نام‌های جانپیرو کامبی، ویرجینیو روستا، لویس مونتی، جیووانی فرراری، لویجی برتولینی، فلیچ بورل و رایموندو اورسی را در تیم ملی ایتالیا داشت که توانستند قهرمان جام جهانی ۱۹۳۴ شوند، در ژوئیه ۱۹۳۴ ادواردو آنیلی مدیر موفق یوونتوس در سانحه هوایی مشهور جنوا درگذشت، بعد از آن اتفاق سیاه و تلخ، یووه به مدت ۱۲ سال که یک آنیلی دیگر در رأس مدیریت باشگاه آمد به حاشیه رفت.

### جنگ جهانی دوم (۱۹۳۵/۱۹۵۵)

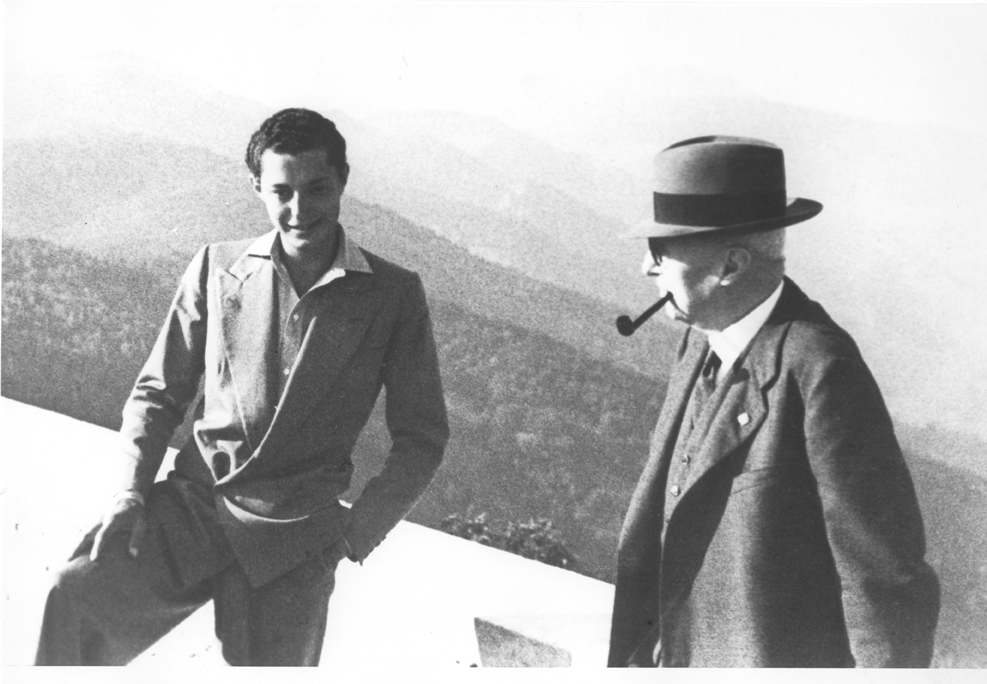
جیانی آنیلی (چپ)

تکرار افتخارات دهه سی به مدت یک دهه متوقف شد البته طی این سال‌ها قهرمانی در دو جام حذفی ایتالیا به افتخارات باشگاه اضافه شد. نخستین قهرمانی یووه در جام حذفی کشورش به تاریخ ۱۹۳۸ با مربیگری ویرجینیو روستا بازمی‌گردد. در فصل ۳۹–۳۸ یوونتوس با ایستادن در رده هشتم جدول دوران افول خود را می‌گذراند. طی سال‌های ۳۵ الی ۴۷ مدیرانی نظیر امیلیو ده لا فورست و پیرو دُزیو در راس کار قرار گرفتند و نتوانستند شکوه یووه را نمایان سازند و سرانجام پس از نتایج نه چندان موفق و درخشان؛ پیرو دُزیو جای خود را به جیانی آنیلی داد، او به باشگاه خود در تاریخ ۲۲ ژوئیه ۱۹۴۷ بازگشته بود تا پیروزی‌های گذشته و خاطرات زیبای دوران رهبری پسرش را تکرار کند. با آمدن جیانی اسکودتوهای هشتم و نهم در فصل‌های ۵۲–۵۱، ۵۰–۴۹ از راه رسید. اما عمر ریاست وی کوتاه بود و خیلی زود استعفا داد. با این حال یووه با بازیکنانی نظیر بونیپرتی، کارلو پارولا و جان هانسن همچنان به افتخارات خود می‌افزود. جیانی آنیلی ۱۸ سپتامبر ۱۹۵۴ پست ریاست را رها می‌کند و از باشگاه جدا می‌شود.

### دوران مدیریت اومبرتو آنیلی (۱۹۵۵/۱۹۷۱)

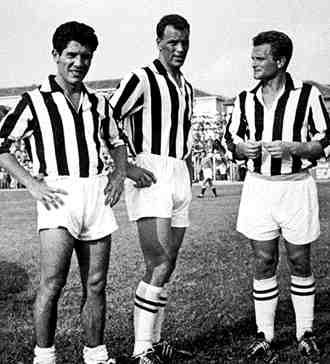
بونیپرتی، جان چارلز، اومار سیووری

با جدایی جیانی آنیلی، به مدت یک سال باشگاه تحت نظارت سه نفر هدایت شد و یک سال بعد در نوامبر ۱۹۵۶، اومبرتو آنیلی برادر جیانی آنیلی راهی باشگاه شد تا قدرت و نفوذ خانواده آنیلی همراه با قدرت باشگاه یوونتوس ادامه داشته باشد. اومبرتو تا سال ۱۹۶۲ سمت مدیریت یوونتوس را در اختیار داشت که در این سال به دلیل ادامه تحصیل و اخذ مدرک پروفسوری از سمت مدیریت یووه کناره‌گیری کرد. این تیم در این سال‌ها دو ستاره بزرگ حیات خود را به نام‌های اومار سیووری و جان چارلز خریداری کرد و توانست اسکودتوی دهم را نیز فتح نماید. لیوبیسا بروشتش دهمین قهرمانی بانوی پیر را در فصل ۵۸–۵۷ به دست آورد تا با کسب این عنوان، اولین ستاره یووه نیز از راه برسد. با این قهرمانی بانوی پیر اجازه یافت اولین ستاره طلایی را بر روی پیراهن خود حک کند و به بالای آرم باشگاه نیز اضافه شود. یوونتوس توانست با هدایت مربیانی مانند رناتو چزارینی، کارلو پارولا، پائولو آمارال و هریبرتو هررا در دهه شصت سه عنوان قهرمانی را کسب کند. دهه ۶۰ با کسب سه قهرمانی در سری آ و سه قهرمانی در جام حذفی ایتالیا به نوعی تکرار درخشش دهه ۳۰ بود. طی این سال‌ها ستارگانی برجسته همچون؛ جان هانسن، کارلو پارولا، کارل پرایست، بونیپرتی، جان چارلز و اومار سیووری با پیراهن سیاه و سفید یووه در میدان‌ها فوتبال حاضر شدند و در دنیای فوتبال شهرتی کسب کردند. اومار سیووری با درخشش بی‌نظیر و گلزنی‌های ارزشمند خود تبدیل به مهره‌ای خوش‌نام در دنیای فوتبال شد و در سال ۱۹۶۱ توانست توپ طلای اروپا را از ان خود کند. با پایان فصل ۱۹۶۹ هریبرتو هررا نیمکت یوونتوس را ترک می‌کند و لوئیس کارنیگلیا جانشین وی در پست مربیگری یووه می‌شود. گفتنی است که طی سال‌های ۱۹۶۲ الی ۱۹۷۱ مدیریت باشگاه به ویتوره کاتلا واگذار شده بود.

### دوران مدیریت جیامپیرو بونیپرتی (۱۹۷۱/۱۹۹۰)

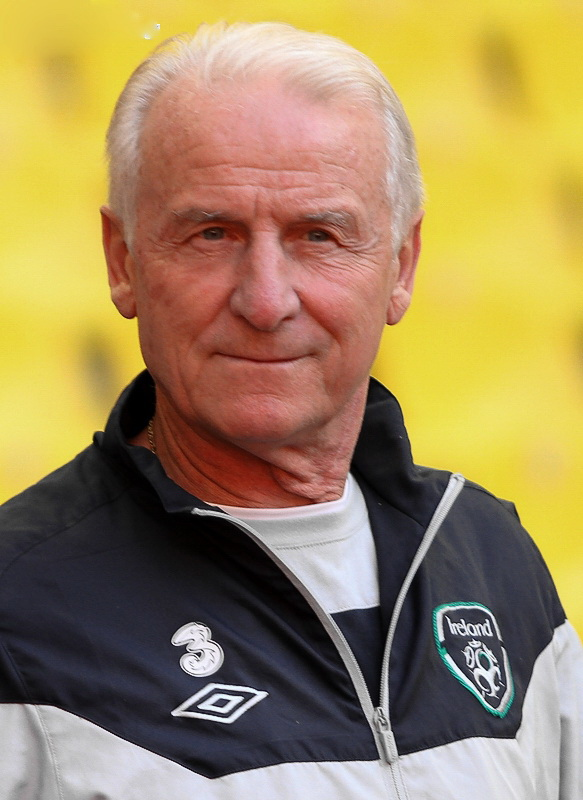
تراپاتونی

سرانجام زمان خداحافظی فرا می‌رسد و بونیپرتی پس از چند سال بازی و حضوری استثنایی در سال ۱۹۷۱ از دنیای فوتبال خداحافظی می‌کند و بلافاصله به مدیریت باشگاه منصوب می‌شود. در زمان ریاست وی چهار مربی بزرگ و نامی همچون سیستمیر فیکپالیک، کارلو پارولا، جووانی تراپاتونی و دینو زوف هدایت بانوی پیر را به عهده گرفتند. بونیپرتی نزدیک به بیست سال رهبری بانوی پیر را به عهده گرفت و توانست درخشش دوران بازیگری اش را در این پست نیز تکرار کند، کسب ۹ اسکودتو و رساندن شمار اسکودتوهای یوونتوس به عدد بیست و گرفتن ستاره دوم باشگاه با قهرمانی در سال ۱۹۸۲، دو قهرمانی در جام حذفی به همراه نخستین عنوان قهرمانی بانوی پیر در اروپا و فتح جام باشگاه‌های اروپا در سال ۱۹۸۵، قهرمانی در سال ۱۹۷۷ در لیگ اروپا برای نخستین بار؛ رسیدن به قهرمانی رقابت‌های جام در جام اروپا در سال ۱۹۸۴، سوپر جام اروپا که در سال ۱۹۸۴ به دست آمد از افتخارات بسیار ارزنده و بزرگی به‌شمار می‌رود که در دوران دو دهه مدیریت موفق بونیپرتی به دست آمد. جووانی تراپاتونی که ده سال هدایت یوونتوس را به عهده گرفته بود توانست در سال ۱۹۸۲ با قهرمانی یووه در سری آ ستاره دوم را از آن باشگاه نماید تا بانوی پیر تنها تیم ایتالیایی باشد که قهرمانی‌هایش به عدد بیست می‌رسید. در دو دهه ستارگان مشهوری پیراهن سیاه و سفید یوونتوس را برتن کردند؛ ستارگانی مانند: دینو زوف، میشل پلاتینی، مارکو تاردلی، ژبیگنی بونیک، پائولو روسی، کلائودیو جنتیله، پیترو آناستاسی، رومئو بنتی، گائتانو شیره‌آ از جمله بازیکنان بسیار مهم دهه ۷۰–۸۰ این باشگاه بودند. اما این بار نیز یک اتفاق تلخ دیگر برای سیاه و سفیدپوشان یووه، باشگاه را تحت تأثیر قرار می‌دهد، اتفاقی که در دهه ۸۰ برای بانوی پیر ایتالیا به وقوع می‌پیوندد، رویدادی سیاه که به مانند سال ۱۹۳۵ هم‌زمان با شکوه و بزرگی یووه‌است، این حادثه در فینال لیگ قهرمانان در ۲۸ مه سال ۱۹۸۵ در ورزشگاه هیسل بلژیک روی داد، در دیدار یوونتوس برابر لیورپول انگلیس به دلیل درگیری هواداران دو تیم ۳۹ هوادار کشته (برخی منابع شمار کشته شدگان را ۴۹ نفر اعلام کردند) و بیش از ۳۰۰ زخمی به جای می‌ماند و لقب فینال خونین را به خود می‌گیرد. در این دیدار یوونتوس با تک گل میشل پلاتینی که از روی نقطه پنالتی به ثمر رسید قهرمان این دیدار خونین می‌شود تا نخستین قهرمانی خود را در اروپا جشن بگیرد البته جشنی که همراه با تلخی و از دست دادن تعدادی هوادار بود. در ۸ دسامبر ۸۶ راهی توکیو می‌شوند تا در جام بین قاره‌ای (فوتبال) شرکت کنند و در نهایت نیز با قهرمانی در این جام به کار خود پایان می‌دهند. قدرت یووه پس از این سال چند سالی رو به افول رفت و ستارگانی مانند میشل پلاتینی و گائتانو شیره‌آ مهره‌ای که با ۵۵۲ بازی یکی از ستاره‌های استثنایی حیات یووه محسوب می‌شود از تیم خداحافظی کردند. فصل جدید در راه است و این بار پس از ده سال جووانی تراپاتونی بر روی نیمکت سیاه و سفیدپوشان مشهور ایتالیا حضور ندارد و دوره جدیدی آغاز می‌شود. در دهه ۸۰ پائولو روسی مهاجم سرشناس یووه و ایتالیا نیز در سال ۱۹۸۲ توپ طلای اروپا را به خود اختصاص می‌دهد تا دومین بازیکن یوونتوس باشد که این افتخار را کسب می‌کند. این افتخار طی سه سال متوالی ۱۹۸۳ الی ۱۹۸۵ توسط میشل پلاتینی تکرار شد تا سومین بازیکن یوونتوس در این زمینه باشد. یوونتوسی‌ها در جام جهانی ۱۹۸۲، شش نماینده در تیم ملی ایتالیا داشتند تا خاطره جام جهانی ۱۹۳۴ تکرار شود؛ دینو زوف، کلائودیو جنتیله، آنتونیو کابرینی، گائتانو شیره‌آ، مارکو تاردلی و پائولو روسی ستاره‌های بیانکونری حاضر در تیم ایتالیایی‌ها بودند که قهرمانی دیگری را به دست می‌آورند. تمام این افتخارات با مدیریت ستاره سالیان گذشته یووه بونیپرتی رقم خورد. در فصل ۹۰–۱۹۸۹ یوونتوسی‌ها تیمی رؤیایی تشکیل داده بودند، جوانانی نظیر سالواتوره سکیلاچی، پیرلویجی کاسیراگی و مدافعینی همچون داریو بونتی توانسته بودند فرم یک تیم ایدئال و دوست داشتنی را به دست بیاورند، یک قهرمانی در جام حذفی ایتالیا نتیجه تلاش این بازیکنان بود.

### دوران مدیریت ویتوریو کایزوتتی (۱۹۹۰/۲۰۰۳)

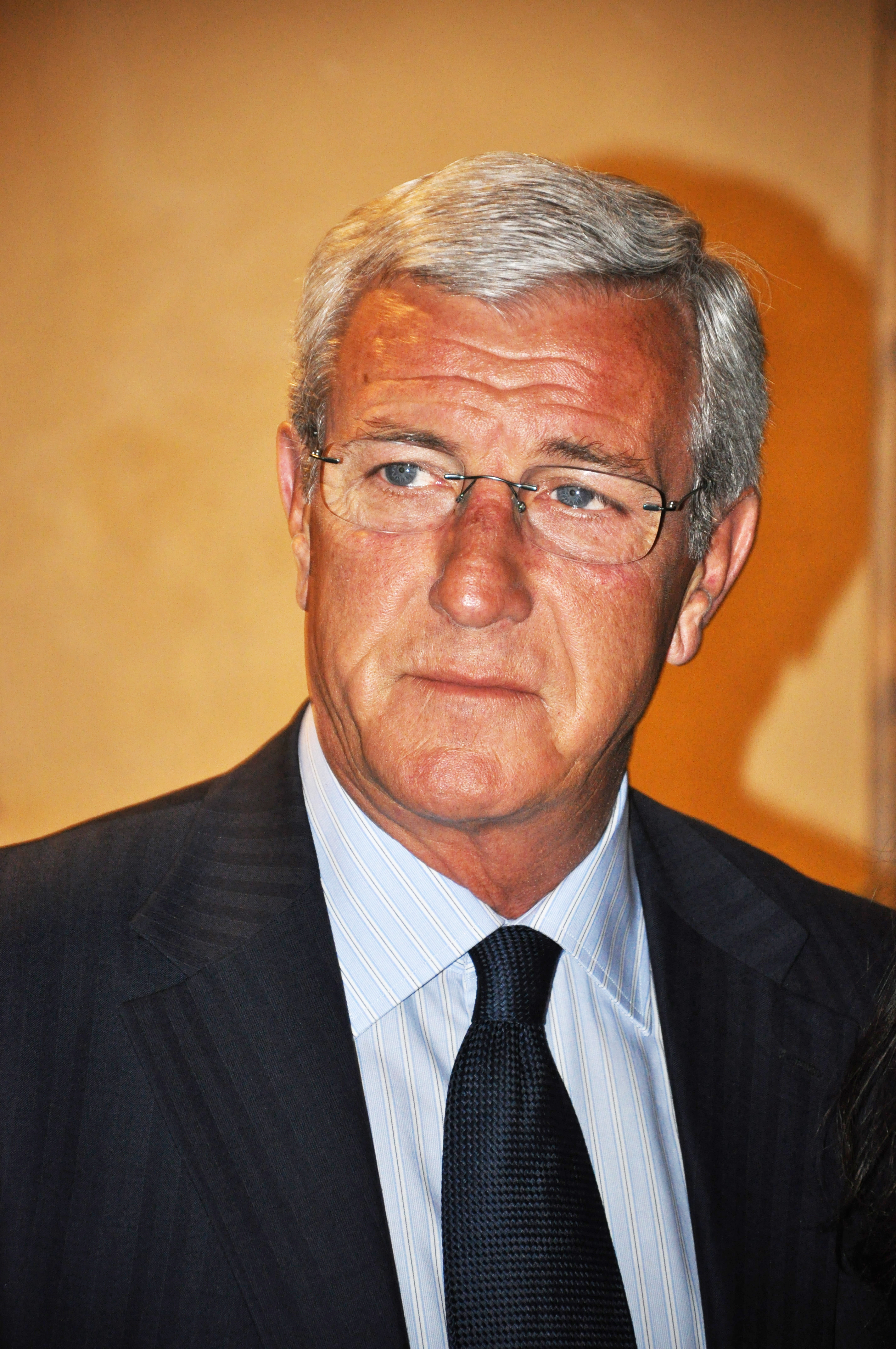
مارچلو لیپی

سال ۱۹۹۰ ویتوریو کایزوتتی جانشین بونیپرتی شد، او تا سال ۲۰۰۳ در کنار یووه ماند و در طول ریاست خود افتخارات ارزنده‌ای را به مجموعه یوونتوس افزود. با آغاز دهه ۹۰ بار دیگر شکوه یوونتوس شروع شد؛ و ورزشگاه دل آلپی که به تازگی میزبانی رقابت‌های یوونتوس را به عهده گرفته بود شاهد افتخارات زیادی شد. در سال ۱۹۹۰ یک جام حذفی ایتالیا و قهرمانی دوم در لیگ اروپا با مربیگری دینو زوف به کارنامه ورزشی باشگاه افزوده شد و جام سوم لیگ اروپا نیز در سال ۱۹۹۳ با جووانی تراپاتونی راهی ساختمان باشگاه یووه می‌شود. بانوی پیر که از اواسط دهه ۹۰ دوباره به اوج خود رسیده بود در لیست تیم خود بازیکنان خوش‌نام و مطرحی مانند روبرتو باجو (دارنده توپ طلا در سال ۱۹۹۳)، جان لوکا ویالی، فابریزیو راوانلی، الساندرو دل پیرو (بهترین گلزن تاریخ یووه همراه با بیشترین بازی با پیراهن یوونتوس) ،آنجلو پروتزی، دیدیه دشان، آنتونیو کونته، فرارا، ادگار داویدس و زین الدین زیدان (دارنده توپ طلا در سال ۱۹۹۸) را می‌دید. جووانی تراپاتونی که از سال ۱۹۹۱ بار دیگر به تیمشش بازگشته بود پس از اتمام فصل ۱۹۹۴ از تیم جدا می‌شود و راه برای حضور مربی ای مطرح و برجسته هموار می‌شود و در نهایت مارچلو لیپی بر روی نیمکت هدایت سیاه و سفیدپوشان یووه می‌نشیند. در سطوح مدیریت نیز مهره‌هایی نظیر روبرتو بتجا، جیرائدو و لوچیانو موجی وارد عرصه فعالیت می‌شوند. مارچلو لیپی همراه خود سه قهرمانی متوالی سری آ را در فصل‌های ۹۵–۹۴، ۹۷–۹۶ و۹۸ –۹۷ به نام یوونتوس ثبت می‌کند. یک قهرمانی در جام حذفی ایتالیا در فصل ۱۹۹۵، دو سوپر جام ایتالیا در فصول ۱۹۹۵ و ۱۹۹۷ و قهرمانی دوم یوونتوس در لیگ قهرمانان اروپا که در فصل ۱۹۹۵–۹۶ به دست آمد، (در بازی که یوونتوس در فینال ۴ بر ۲ از سد آژاکس آمستردام گذشت) و جام بین قاره‌ای سال ۱۹۹۶ نیز از افتخارات ارزنده مارچلو لیپی به‌شمار می‌روند. یوونتوس در سال‌های ۱۹۹۷ و ۱۹۹۸ نیز به فینال لیگ قهرمانان اروپا راه یافت اما برابر حریفان شکست خورد و در جایگاه دوم ایستاد. یووه ابتدا در فینال برابر دورتموند با نتیجه ۳ بر ۱ شکست خورد تا به دومین قهرمانی متوالی خود در لیگ قهرمانان اروپا دست نیابد و در فصل اتی نیز برابر رئال مادرید با نتیجه یک بر صفر متحمل شکست شد و دومین ناکامی متوالی خود را در فینال لیگ قهرمانان اروپا تجربه می‌کند. با پایان دهه ۹۰ فروغ بیانکونری‌ها نیز کمرنگ شد، رفتن لیپی و آمدن کارلو آنچلوتی چندان موفق آمیز نبود و کارلو تنها یک قهرمانی در جام اینترتوتو را در کارنامه دو سال مربیگری خود در یووه به جای می‌گذارد. یوونتوس با کارلو آنچلوتی به افتخار بزرگی دست نمی‌یابد و تصمیم به تغییر مربی می‌گیرد و از فصل ۲۰۰۱–۰۲ برای بار دوم مارچلو لیپی سکان مربیگری یوونتوس را در دست می‌گیرد؛ و بازیکنان جدیدی به تیم اضافه می‌شوند مانند: جانلوئیجی بوفون، مارسلو سالاس و پاول ندود هافبک چک تبار و دارنده توپ طلای اروپا در سال ۲۰۰۳، لیپی توانست باکمک این بازیکنان و ستارگانی همچون الساندرو دل پیرو و ادگار داویدس و دیوید ترزگه یک بار دیگر یوونتوس را به اوج خود بازگرداند، دو قهرمانی در سری آ در فصل‌های ۲۰۰۱–۰۲ و ۲۰۰۲–۰۳ و دو قهرمانی در سوپر جام ایتالیا با هدایت این مربی به‌دست آمد، همچنین مارچلو لیپی در فصل ۲۰۰۲–۰۳ دوباره توانست یوونتوس را به فینال لیگ قهرمانان اروپا برساند، که در ضربات پنالتی مغلوب آ.ث. میلان می‌شود. در این سال‌ها اتفاق مهم دیگری در حیات باشگاه روی داد و در تاریخ ۲۰ دسامبر ۲۰۰۱ باشگاه یوونتوس وارد بورس ایتالیا شد. در نخستین ماه سال ۲۰۰۳ حادثه‌ای تلخ، بار دیگر مجموعه بیانکونری را در سوگ نشاند، در حالی که تنها ۲۴ روز از آغاز سال جدید می‌گذشت، جووانی آنیلی مدیر اسبق باشگاه که با خود افتخارات ارزشمندی را برای باشگاه به همراه آورده بود درگذشت. تنها یک سال پس از مرگ جووانی آنیلی، برادرش اومبرتو آنیلی نیز درگذشت، اومبرتو در تاریخ ۲۷ مه سال ۲۰۰۴ از دنیا رفت تا به یکباره بانوی پیر حامیان اصلی خود را از دست بدهد، با فوت این بزرگان خانواده آنیلی همچنان حمایت خود را از باشگاه دریغ نکرد و در کنار یوونتوس ماند. در پایان فصل ۲۰۰۳–۰۴ از یوونتوس جدا شد.

### انتشار مسئله کالچو پولی (۲۰۰۴/۲۰۰۶)

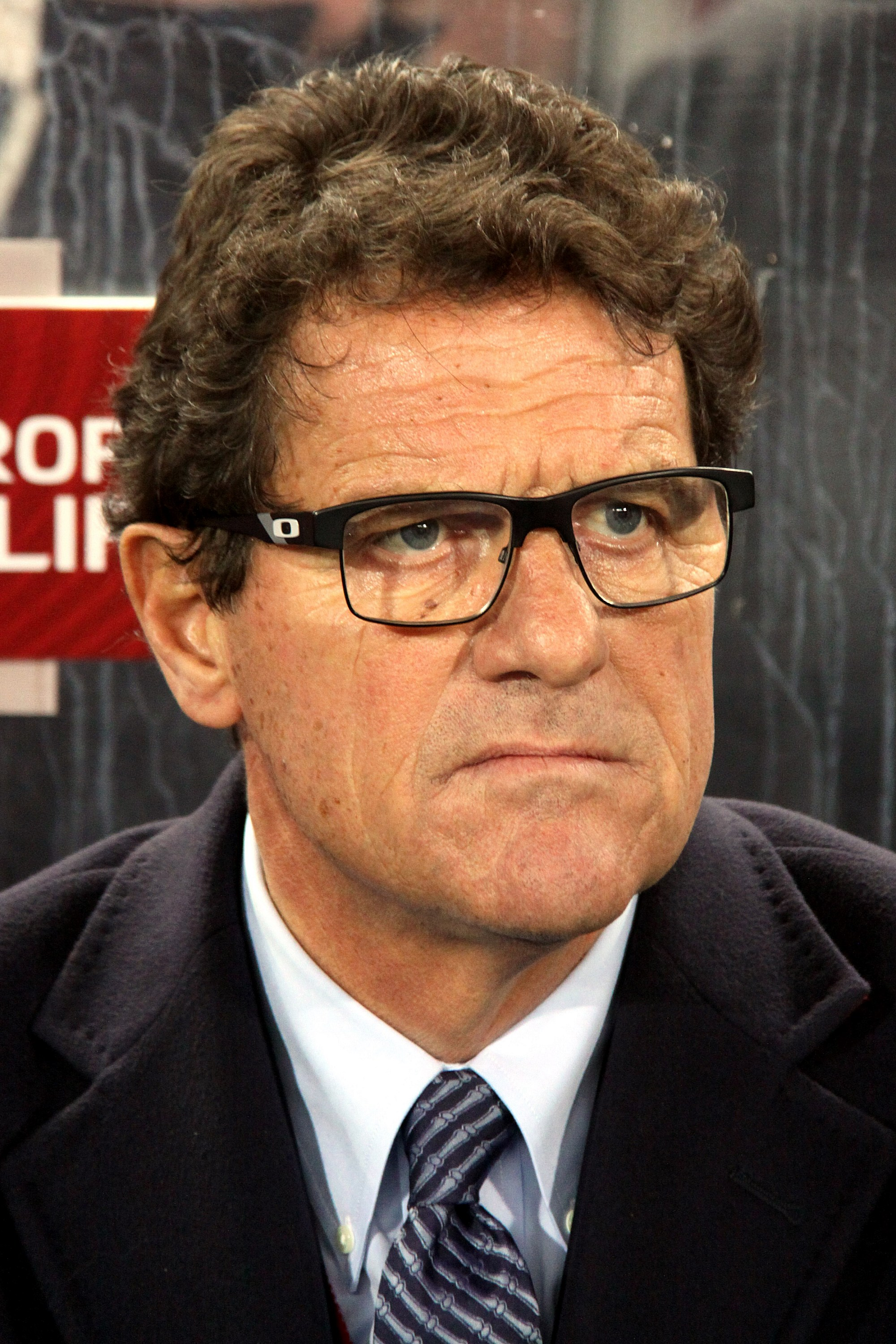
فابیو کاپلو

با رفتن مارچلو لیپی، در تابستان ۲۰۰۴ فابیو کاپلو وارد یوونتوس شد. فابیو کاپلو مربی اسبق آ.اس. رم که پیش از این نزد هواداران یووه یک دشمن محسوب می‌شد به عنوان سرمربی یوونتوس انتخاب شد. هم‌زمان با حضور وی، بازیکنانی نظیر زلاتان ابراهیموویچ، فابیو کاناوارو و امرسون نیز یوونتوسی شدند. کاپلو با وجود موفقیت و کسب دو اسکودتویی که بعدها از یووه بازپس گرفته شد، نتوانست خود را به عنوان مربی محبوب در نزد هواداران معرفی کند. در این سال‌ها یوونتوس جز قدرت‌های فوتبال ایتالیا و اروپا محسوب می‌شد که ستارگان ارزشمند زیادی در خود می‌دید، با پایان فصل ۲۰۰۶–۲۰۰۵ که به قهرمانی یوونتوس انجامید خبرهایی در خصوص تبانی مسولین یوونتوس با داوران شنیده شد؛ این مسائل همراه با رقابت‌های جام جهانی ۲۰۰۶ مطرح می‌شد و در حالی که ستارگان بیانکونری در کنار اینتر میلان برای قهرمانی در این جام مبارزه می‌کردند اتفاق تلخ دیگری برای یکی از مهره‌های اسبق یووه رخ داد، جانلوکا پسوتو از ساختمان باشگاه سقوط کرد تا حواشی اطراف یووه بیشتر از قبل شود. با این حال با تدابیر مسولین فوتبال ایتالیا موضوع کالچو پولی و محکومیت‌های باشگاه‌ها تا پایان رقابت‌های جام جهانی اعلام نشد تا تمام بازیکنان حاضر در اردوی ایتالیا با تمرکز کامل و بدون مشغله ذهنی، در رقابت‌ها حاضر شوند. این تدبیر مسولین نتیجه بخش بود و ایتالیا با مربیگری مارچلو لیپی قهرمان جام جهانی ۲۰۰۶ المان شد. پس از بازگشت ملی پوشان، مسئله معروف به کالچو پولی رسماً اعلام شد و تبانی مسولین باشگاه یوونتوس با کمیته داوران و برخی داوران از یک سو و انتشار مکالمات تلفنی لوچیانو موجی با برخی از مسولین و داوران در دادگاه‌های ورزشی ایتالیا مطرح شد و ۲ قهرمانی آخر یوونتوس در سری آ از بانوی پیر گرفته شد و به سری بی تبعید شد.

### تبعید یوونتوس به سری بی (تابستان ۲۰۰۶)
با برگزاری جلسات مختلف، در نهایت حکم نهایی دادگاه ورزشی کشور محرومیت‌ها و مجازات‌های باشگاه‌های متخلف را صادر کرد. با حکم اعلام شده بانوی پیر به سری بی تبعید شد، دو اسکودتوهای یووه از این تیم بازپس گرفته شد و به تیم رقیب، اینتر میلان داده شد (اسکودتوهای بیست و هفتم و بیست و هشتم در دو فصل ۲۰۰۴–۰۵، ۲۰۰۵–۰۶ که با فابیو کاپلو به دست آمده بود)، لوچیانو موجی مدیر و نماینده اصلی یووه حکم محرومیت مادام العمر از فعالیت در فوتبال برایش صادر شد. در ابتدا مشخص شد بیانکونری‌ها با ۳۰ امتیاز کسر در رقابت‌های فصل ۲۰۰۶–۰۷ سری بی شرکت خواهند کرد که این رأی با اعتراض باشگاه و تجدید نظر به ۱۷ امتیاز کسر تغییر کرد و در نهایت به کسر ۹ امتیاز رسید همچنین یوونتوس با جریمه نقدی £۳۱٬۰۰۰٬۰۰۰ و محرومیت از لیگ قهرمانان اروپا ۰۷–۲۰۰۶ و سه بازی بدون تماشاگر روبرو شد. زمانی که حکم تبعید به سری بی با منفی ۳۰ امتیاز اعلام شد، برخی از بازیکنان سرشناس یوونتوس راه خروجی باشگاه را در پیش گرفتند و از باشگاه یوونتوس جدا شدند، مربی یوونتوس؛ فابیو کاپلو نیز بلافاصله راهی مادرید و تیم مطرح ان شهر، رئال مادرید شد. برخی از بازیکنانی که هواداران امید زیادی به آنان داشتند نیز به مانند مربی تیم ترجیح دادند برای ادامه دوران بازیگری خود از سیاه و سفید پوشان جدا شوند، فابیو کاناوارو، جیانلوکا زامبروتا، پاتریک ویرا، امرسون، زلاتان ابراهیموویچ و لیلیان تورام که در خود توان حضور در سری بی را نمی‌دیدند، از یوونتوس جدا شدند. فابیو کاناوارو و امرسون راهی رئال مادرید شدند، زلاتان ابراهیموویچ و پاتریک ویرا به اینتر میلان پیوستند و جیانلوکا زامبروتا و لیلیان تورام بارسلونا را برای ادامه فعالیت خود برگزیدند.

### وفاداری به بانوی پیر (۲۰۰۶/۲۰۰۷)

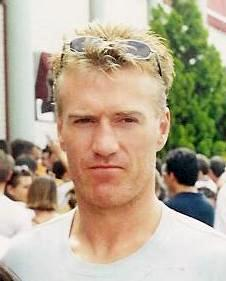
دیدیه دشان

حکم صادره در کنار ترک ستارگان و تغییر مدیریت باشگاه که همراه با ورود جووانی کوبولی جیلی به عنوان جانشین فرانتزُ گرانده استونس مدیری که سه سال ریاست یووه را به عهده داشت. لوچیانو موجی از سمت خود برکنار شد، جیرائودو نیز از مسولیت‌هایی که در باشگاه داشت کنارگذاشته شد و بازیکنانی از جمله فابیو کاناوارو، جیانلوکا زامبروتا، پاتریک ویرا، امرسون، زلاتان ابراهیموویچ و لیلیان تورام یوونتوس را ترک کردند؛ و در شرایطی دشوار جان الکان نوه جیانی آنیلی مدیریت باشگاه را بر عهده گرفت، یوونتوس بازیکنانی نظیر الساندرو دل پیرو، جانلوئیجی بوفون، مائورو کامرونزی در تیم ملی کشورش داشت که با این تیم قهرمان جهان شده بودند و بازیکنان بزرگی از جمله دیوید ترزگه و پاول ندود که نگاه داشتن این بازیکنان در شرایط کنونی کار آسانی نبود. دیدیه دشان بازیکن سالیان نه چندان دور یوونتوس که با این تیم قهرمانی در لیگ قهرمانان اروپا در سال ۱۹۹۵–۱۹۹۶ را تجربه کرده بود در تاریخ ۱۰ ژوئیه ۲۰۰۶ مربی یوونتوس شد. یوونتوس در رقابت نزدیک با ناپولی و جنوا و با توجه به کسر ۹ امتیاز بر سکوی نخست رقابت‌ها ایستاد و عنوان قهرمانی مسابقات سری بی را در فصل ۲۰۰۶–۲۰۰۷ از آن خود کرد و الساندرو دل پیرو با به ثمر رساندن ۲۰ گل آقای گل رقابت‌ها شد تا ثابت نمایند که این تیم مطرح و قدرتمند بدون حمایت داوران و در شرایط سخت و متفاوت از سایر رقبا نیز برترین تیم ایتالیا است. قهرمانی یووه در هفته‌های پایانی لیگ با کسب ۸۵ امتیاز تثبیت شد (امتیاز یوونتوس در این فصل به ۹۴ رسید که با کسر ۹ امتیاز به عدد ۸۵ تغییر کرد) در دو هفته به پایان مسابقات دیدیه دشان مربی بیانکونری‌ها که نقش مؤثر و بسیار زیادی در کسب این قهرمانی داشت در چهلمین بازی فصل حاضر به شرکت در کنفرانس خبری نشد و از سمت خود کناره‌گیری کرد تا کمک مربی وی، کورادینی تیم را دو دیدار انتهایی هدایت نماید، دیدارهای که با شکست یووه به پایان رسید. گفتنی است که اختلاف دشان با مدیر ورزشی یوونتوس السیو سکو یکی از دلایل جدایی دیدیه دشان اعلام شد و در عین حال دیدیه دشان تأکید کرد که در خود توان هدایت یووه را در رقابت‌های سری آ نمی‌دید.

### دوران مدیریت آندرا آنیلی (۲۰۱۰/تاکنون)

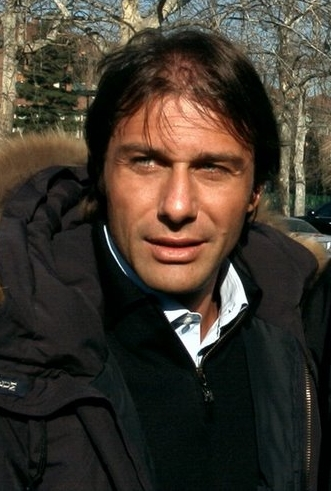
آنتونیو کونته

بعد از حدود ۴۸ سال در سال ۲۰۱۰ یک آنیلی دیگر به نام آندرا آنیلی سکان مدیریت یوونتوس را بر عهده گرفت. با ساخت استادیوم جدید با نام ورزشگاه یوونتوس در مکان سابق ورزشگاه دل آلپی و آمدن آنتونیو کونته در سال ۲۰۱۱ و خرید بازیکنان جدید از جمله: آندره‌آ پیرلو، کوادوو آساموا، آرتورو ویدال، استفان لیختشتاینر، کارلوس توز، پل پوگبا، مارتین کاسرس، آندره‌آ بارزالی، فرناندو یورنته یوونتوس بعد از چند سال ناکامی دوباره به عرصهٔ تیم‌های بزرگ ایتالیا و اروپا بازگشت. یوونتوس در این دوران به سه قهرمانی متوالی در سری آ ایتالیا (از جمله یک قهرمانی بدون شکست در فصل ۲۰۱۱–۱۲ و کسب ۱۰۲ امتیاز در رقابت‌های سری آ در فصل ۲۰۱۳–۱۴) و دو قهرمانی سوپر جام ایتالیا رسید. در سال ۲۰۱۲ اسطوره باشگاه یوونتوس الساندرو دل پیرو بعد از ۱۹ سال بازی کردن با پیراهن بیانکونری از جمع یوونتوسی‌ها خداحافظی کرد و جای او را در تیم کارلوس توز آرژانتینی گرفت.

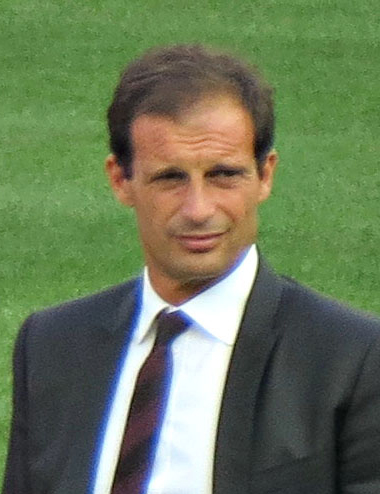
آلگری

بعد از ۳ فصل موفقیت‌آمیز با آنتونیو کونته که منجر به ۳ قهرمانی متوالی در سری آ گشت، البته همراه با ناکامی در رقابت‌های اروپایی، یوونتوس سرمربی اخراج شده آ.ث. میلان یعنی ماسیمیلیانو آلگری را به عنوان سرمربی جدید خود معرفی کرد، مربی که خیلی از طرفداران یوونتوس با آمدن او به بیانکونری مخالف بودند. آلگری توانست در ۵ فصل اول حضورش در بانوی پیر ۵ قهرمانی متوالی در سری آ را به‌دست‌آورد تا یوونتوس به تنها تیم در تاریخ فوتبال ایتالیا تبدیل شود که توانسته‌است ۸ فصل متوالی جام سری آ را بالا سر ببرد. او همچنین توانست به همراه یوونتوس ۴ قهرمانی متوالی در جام حذفی ایتالیا به‌دست‌آورد تا در ۴ فصل اول حضورش در سکوی سرمربیگری یوونتوس توانسته باشد در هر چهار سال حضورش دوگانه (سری آ و جام حذفی ایتالیا) را کسب کند. یوونتوس در اروپا هم توانست دوباره، برای اولین بار بعد از کالچو پولی خود را به عنوان تیمی قدرتمند معرفی کند. در فصل اول حضور آلگری (۲۰۱۴–۱۵) یوونتوس توانست به فینال لیگ قهرمانان اروپا برسد اما در فینال در برابر بارسلونا به هدایت لوییز انریکه متحمل شکست ۳ بر ۱ شد تا به مقام نایب قهرمانی اروپا کفایت کند. آلگری و یوونتوس در فصل بعد (۲۰۱۵–۱۶) در مرحله یک‌هشتم نهایی لیگ قهرمانان اروپا توسط بایرن مونیخ از رقابت‌ها کنار گذاشته شدند، اما یوونتوس توانست در فصل بعد آن (۲۰۱۶–۱۷) دوباره به فینال اروپا برسد اما این بار هم در برابر رئال مادرید، زین الدین زیدان متحمل شکست ۴ بر ۱ شد تا برای پنجمین بار متوالی دستش از کسب جام لیگ قهرمانان اروپا کوتاه بماند. یوونتوس در همین دوران رکورد نقل و انتقالات خود را نیز شکست، با فروش پل پوگبا با قیمت ۱۰۵ میلیون یورو به باشگاه منچستر یونایتد، و با خرید کریستیانو رونالدو از باشگاه رئال مادرید در ازای ۱۱۷ میلیون یورو.
بعد از ۵ فصل موفقیت‌آمیز با ماسیمیلیانو آلگری که منجر به ۵ قهرمانی متوالی در سری آ و ۴ قهرمانی متوالی در جام حذفی فوتبال ایتالیا گردید، به دلیل ناکامی در رقابت‌های اروپایی و ۲ شکست در فصول ۲۰۱۴–۱۵ و ۲۰۱۶–۱۷ در فینال لیگ قهرمانان اروپا، اخراج شد و یوونتوس سرمربی سابق چلسی و ناپولی یعنی مائوریتسیو ساری را به‌عنوان سرمربی جدید خود معرفی کرد. ساری تنها توانست یک فصل هدایت یوونتوس را بر عهده داشته باشد و پس از قهرمانی در سری آ و حذف در مرحله یک‌هشتم نهایی لیگ قهرمانان اروپا اخراج شد و آندره‌آ پیرلو بازیکن سابق یوونتوس در اولین تجربه مربیگری خود، به‌عنوان سرمربی جدید یوونتوس معرفی شد.

## توضیحات
1. ↑  مجازات‌های نهایی باشگاه یوونتوس: تبعید به سری بی، کسر ۹ امتیاز، پس گرفته شدن اسکودتوهای ۲۰۰۵ و ۲۰۰۶، محرومیت از لیگ قهرمانان ۲۰۰۶–۰۷، سه بازی بدون تماشاگر

## کتابشناسی

### کتاب‌ها
- Sport a Torino. Luoghi, eventi e vicende tra Ottocento e Novecento nei documenti dell'Archivio Storico della Città (PDF). ورزش در تورین، مجموعه حوادث ورزشی قرن ۱۹ و ۲۰ میلادی. 2006. Archived from the original (PDF) on 23 October 2017. Retrieved 1 August 2020.

### نشریات دیگر
- "Football Philosophers" (PDF). تکنسین. یوفا. 46. May 2010. Archived from the original (PDF) on 23 October 2017. Retrieved 1 August 2020.
- "Bilancio di sostenibilità 2015-16" (PDF). اطلاعات مالی یوونتوس. June 2017. Archived from the original (PDF) on 23 October 2017. Retrieved 21 December 2020.
- "Prospetto informativo OPV 24 maggio 2007" (PDF). کمیسیون ملی شرکت‌ها و بورس اوراق بهادار (CONSOB). May 2007. Archived from the original (PDF) on 10 April 2008. Retrieved 12 October 2017.
- "LI Osservatorio sul Capitale Sociale degli italiani – Il tifo calcistico in Italia" (PDF). سرمایه‌های اجتماعی ایتالیا-طرفداری در فوتبال ایتالیا. June 2017. Archived from the original (PDF) on 23 October 2017.